# Marcel Déat
Ne doit pas être confondu avec Antoine Déat.
Marcel Déat, né à Guérigny (Nièvre) le 7 mars 1894 et mort à Turin (Italie) le 5 janvier 1955, est un homme politique français, socialiste, puis néo-socialiste et enfin fasciste, figure de la collaboration sous l'Occupation.
Normalien, agrégé de philosophie, journaliste et intellectuel, il est député SFIO de 1926 à 1928 et de 1932 à 1936. En 1933, il est exclu du parti pour ses doctrines de plus en plus autoritaristes et son soutien au cabinet Daladier. Il participe la même année à la création du Parti socialiste de France, et devient le chef de file des néo-socialistes, de plus en plus séduits par les modèles fascistes. Il est ministre de l'Air début 1936, dans le cabinet Sarraut, et député « Rassemblement anticommuniste » en 1939.
Il fonde en 1941 le Rassemblement national populaire, parti qui se dit « socialiste et européen », en fait favorable à l'occupant nazi. Il termine sa carrière politique en 1944 comme ministre du Travail et de la Solidarité nationale dans le gouvernement de Vichy, et s'enfuit à Sigmaringen avec le dernier carré des ultra-collaborationnistes, avant de se réfugier en Italie où, converti au catholicisme, il termine sa vie dans la clandestinité.

## Biographie

### Origines familiales et formation secondaire
Marcel Déat est issu d’un milieu modeste, républicain et patriote. Il est le fils de Joseph Déat (né en 1857 à Jenzat), commis administratif de la Marine, et d'Amélie Ernestine Le Roux (née en 1862 à Brest).
En 1909, élève au lycée Blaise-Pascal à Clermont-Ferrand, il est dans la classe d'Armand Nény, qui se suicide en classe.
Il fait des études secondaires brillantes, étant admis en 1914 à l’École normale supérieure de la rue d'Ulm après avoir été en classes préparatoires l’élève d'Alain, professeur actif au Parti radical.
La même année, il adhère à la SFIO, plus par « idéalisme philosophique que par matérialisme ».

### Première Guerre mondiale et formation universitaire
Mobilisé lors de l'entrée en guerre de la France au début d'août 1914, il passe les quatre années de guerre sous les drapeaux. Il est démobilisé début 1919 avec le grade de capitaine.
Sous le pseudonyme de Taëd (forme inversée de Déat), il publie Cadavres et maximes, philosophie d’un revenant, où il raconte son expérience de soldat et exprime son horreur de la guerre et des tranchées. Ce pacifisme viscéral sera déterminant dans les choix qu'il fera au cours de sa carrière. Il est aussi fasciné par la discipline collective et par la camaraderie du front.
Il reprend ses études en 1919 et sort deuxième du classement spécial de l’agrégation de philosophie de 1920. Il s'oriente alors vers la sociologie, sous la direction de Célestin Bouglé, sociologue radical et ami d’Alain. Bouglé place Déat au secrétariat du Centre de documentation sociale de l'École normale supérieure.

### Militant de la SFIO (1920-1933)
Lors de la scission qui survient à Tours en 1920 avec les partisans de Lénine et de la révolution bolchévique (qui forment la SFIC), il se situe à droite de la SFIO, dans le groupe de la Vie socialiste, aux côtés de Pierre Renaudel.
Nommé professeur de philosophie au lycée mixte de Reims, il commence ses premiers cours en octobre 1922. Il y a notamment pour élèves les jeunes Roger Vailland (1907-1965), Roger Gilbert-Lecomte (1907-1943) et René Daumal (1908-1944).
En mai 1925, il est élu conseiller municipal de Reims, ville qu'il quitte pendant l'été 1925 pour retourner vivre à Paris et travailler à sa thèse. Il devient alors bibliothécaire adjoint de l'École normale supérieure, où il loge avec sa femme, aux côtés de Lucien Herr qui songe à lui pour lui succéder.
Le 26 février 1926, lors d’une élection partielle dans la circonscription de Reims, il est élu à la Chambre des députés. En 1928, il se représente dans la circonscription voisine d'Épernay mais est battu par Pierre Forgeot. Il est nommé professeur de philosophie au lycée de Gap, où il exerce une seule année scolaire. À cette époque, Léon Blum cherche à favoriser quelques jeunes car la montée dans la hiérarchie du parti est difficile ; il nomme alors Déat, qui retourne vivre à Sceaux, secrétaire du groupe parlementaire de la SFIO, lequel créé notamment un bulletin hebdomadaire d'informations et d'arguments de propagande pour les parlementaires de son parti.
En 1930, il participe au troisième cours universitaire de Davos, avec de nombreux autres intellectuels français et allemands.
En 1931, Déat publie Perspectives socialistes, un ouvrage théorique de réflexion sur la doctrine socialiste. Il pense qu’il faut s’adapter à l’évolution de la société capitaliste qui ne paraît pas s’autodétruire, contrairement aux prédictions marxistes. L’État doit avoir un rôle privilégié dans la gestion de la propriété, qui doit être individuelle. Déat est contre la collectivisation et contre la révolution, car le chaos est selon lui le credo des fascistes. En ces points, il s’oppose farouchement aux marxistes, mais se rapproche des planistes. Déat pense qu’il faut passer par un régime intermédiaire, et non pas attendre le vide politique pour que le socialisme s'installe. Ce livre est « mal accueilli dans le Parti » et entraîne une rupture intellectuelle et morale avec Léon Blum, qui ne partage pas ses vues politiques, tandis que Marcel Déat estime que ce dernier mène une « politique d'ajournement et d'immobilisme savant ».
En 1932, il est élu député du 20e arrondissement de Paris, battant  Jacques Duclos, qui avait lui-même battu Léon Blum en 1928. Il prend alors en location un appartement rue Villiers-de-L'Isle-Adam, dans l'arrondissement où il vient d'être élu.

### Le Parti socialiste de France-Union Jean Jaurès (1933-1935)
En 1933, Déat adhère au Parti socialiste de France-Union Jean Jaurès (PSDF) né en 1933 d'une scission des franges réformiste, planiste et néo-socialiste de la SFIO exclues par le congrès du 5 novembre 1933. Influents dans le groupe parlementaire, ces futurs exclus étaient très minoritaires au sein du parti, en butte à l'hostilité de l'aile gauche (pivertistes et Bataille socialiste) et des centristes (blumistes). Ce mouvement qui veut « renforcer l’État contre la crise économique » s’ouvre aux classes moyennes et participe aux gouvernements non socialistes.

### L'Union socialiste républicaine (1935-1940)

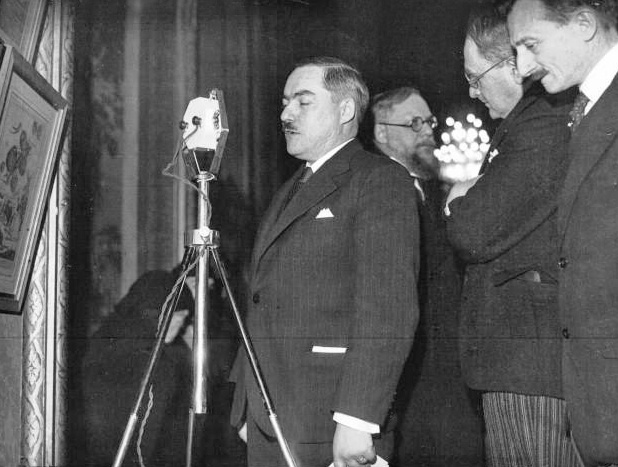
Marcel Déat, ministre de l'Air (1936).

En 1935, Déat et ses proches, Renaudel, Marquet et Montagon, fusionnent le PSDF avec deux autres groupes de gauche modérée (le Parti républicain-socialiste et le Parti socialiste français) pour former l’Union socialiste républicaine.
Il est brièvement ministre de l’Air début 1936, dans le cabinet Sarraut.
Se représentant dans la même circonscription où il avait été élu en 1932, il est battu le 2 mai 1936 par le candidat communiste Adrien Langumier aux élections législatives. L’Union socialiste et républicaine se rallie au gouvernement Blum après la victoire du Front populaire.
Après cette défaite, Marcel Déat publie de nombreux articles dans plusieurs journaux tels que L'Œuvre, La République, Le Quotidien, Le Petit Méridional et Le Petit Provençal, ainsi que dans diverses revues. Pour le compte de La Tribune des nations, où il avait publié une étude sur Les jeunesses d'Europe, il rencontre et interviewe plusieurs chefs de gouvernement ou chefs d'État européens : Mussolini, Giuseppe Motta, Nicolae Titulescu et Paul Van Zeeland. Il devait interviewer Adolf Hitler en octobre 1936, mais sa nomination comme professeur de philosophie au lycée Fénelon de Paris, où il enseigna deux années de suite, lui fait renoncer à ce projet.
Il rencontre Charles de Gaulle à plusieurs reprises grâce à un proche de ce dernier, l'avocat Jean Auburtin ; les deux hommes s'apprécient et restent en contact jusqu'à la veille de la Seconde Guerre mondiale. De Gaulle écrit à Auburtin en novembre 1937 : « Déat a sans aucun doute un grand talent et une haute valeur. C'est de quoi on lui en veut. Mais patience, je crois qu'on le verra remonter et aller très haut. »
Marcel Déat qui a été orateur en 1933 à un rassemblement de protestation contre l'antisémitisme hitlérien, pourfend tout au long des années 1930 le racisme et l'antisémitisme. Il est membre du Comité de vigilance des intellectuels antifascistes (CVIA). Il prend la parole à des diverses réunions antinazies de la LICA. Il participe en novembre 1935 à une réunion de protestation contre les lois de Nuremberg et affirme : « Nous sommes un peuple de métis ». Invoquant Hegel, Fichte, Schelling, Kant, Goethe et Schiller, il souhaite que l'Allemagne renoue avec l'humanisme et retrouve son véritable visage. Prosioniste, il est au comité France-Palestine, au Comité de défense des droits des israélites en Europe centrale et orientale,. Le Droit de vivre, journal de la LICA, dans son numéro du 25 avril 1936, appelle à voter Déat et publie sa photo. Associé à la LICA autant qu'à d’autres structures projuives, Déat est l'un des hommes politiques français qui protestent le plus contre l'antisémitisme et le racisme dans les années 1930.
En 1939, il est élu député à Angoulême, pour le « Rassemblement anticommuniste », après avoir perdu son mandat à Paris en 1936.
Marcel Déat se déclare pacifiste car il estime que les Français n'ont plus la vitalité pour faire une nouvelle guerre et son expérience de ministre de l'Air en 1936 lui a permis de découvrir les déficiences de la France en matière militaire. Il publie le 4 mai 1939 dans L'Œuvre un article retentissant dénonçant les garanties données par la Grande-Bretagne à la Pologne et s'insurge contre l'idée que les ouvriers et paysans français aient à verser leur sang pour une cause aussi lointaine. Il sourit de la forfanterie des Polonais qui s'estiment en mesure d'affronter victorieusement l'Armée allemande et ses divisions blindées,, : « Combattre aux côtés de nos amis polonais pour la défense commune de nos territoires, de nos biens, de nos libertés, c’est une perspective qu’on peut courageusement envisager, si elle doit contribuer au maintien de la paix. Mais mourir pour Dantzig, non ! ».
Il accuse les dirigeants de la Troisième République de bellicisme et d'être manipulés par une Angleterre capitaliste cherchant à défendre son empire économique en se servant de la France.
En 1940, il appuie l'armistice du 22 juin 1940 demandé par Pétain et la nomination de Pierre Laval comme vice-président du Conseil.
À la suite de la démission forcée et du renvoi de Laval le 13 décembre, il est arrêté  le 14 décembre 1940 au petit matin à son domicile sur ordre du général de La Laurencie et emmené à préfecture de police de Paris. Il est relâché quelques heures plus tard après qu'Otto Abetz ait eu un entretien avec le général de La Laurencie.

### Le Rassemblement national-populaire (1941-1944)

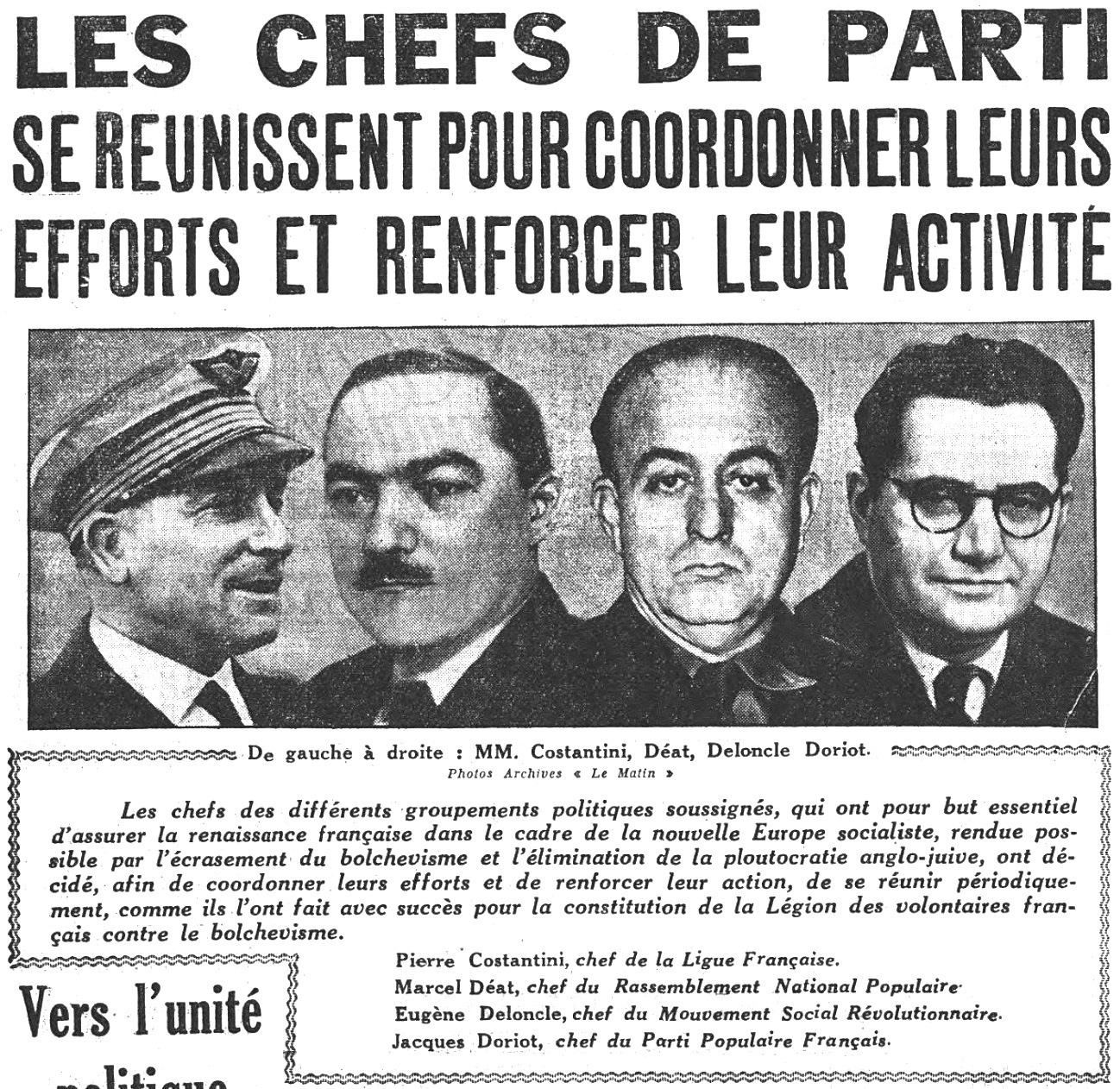
Les chefs des principaux partis collaborationnistes en 1941. De gauche à droite : Costantini (Ligue française), Déat (RNP), Deloncle (MSR) et Doriot (PPF),
extrait de la une du Matin du 10 octobre 1941.

Allié politique de Laval et des Allemands, mais détesté par Philippe Pétain, Déat part pour Paris et tente d'unifier les mouvements collaborateurs de la zone Nord en vue de créer un parti unique, qui serait le fer de lance d'une révolution nationale-socialiste ayant pour modèle ses voisins allemand et italien. Il propose à Pétain de former sous son patronage un comité pour la constitution du parti unique, dont-lui-même serait le président. Pétain, qui ne souhaite pas donner suite, écoute le conseil de Henry du Moulin de Labarthète en demandant la rédaction de divers rapports afin de dévier cette offensive. En dehors de Xavier Vallat, la plupart des membres, Charles Spinasse, Paul Rives, René Château viennent du Parti socialiste et du Parti radical, ce qui donne à l'ensemble une nette tonalité de gauche[réf. à confirmer]. Pétain, influencé par son entourage conservateur, ne donnant pas suite à ce projet totalitaire, Déat s'éloigne alors peu à peu de Vichy et de sa politique qu'il juge trop frileuse et réactionnaire et se rapproche des Allemands. Durant quatre ans, il affirme quotidiennement dans L'Œuvre, dont il est le directeur politique depuis 1940, son désaccord avec la politique de Vichy, tout en se gardant d'attaquer Pétain ou Laval, qui pourraient lui obtenir un poste au gouvernement.
À la suite de l'échec de sa tentative pour former un parti unique, il entreprend, aidé de parlementaires de gauche et de droite, la constitution d’un parti unique destiné à promouvoir les valeurs du nouveau régime mais se heurte à l’hostilité de l’entourage de Pétain, trop conservateur pour être tenté par l’aventure totalitaire. Il fonde le RNP et après le départ des éléments droitiers, Déat réorganise sur une base idéologique homogène son parti en réservant les postes à d'anciens militants socialistes et syndicalistes. Dans ses écrits, Déat se réclame de la tradition républicaine et révolutionnaire et affirme la parenté entre le jacobinisme et le totalitarisme : « L’État révolutionnaire de 1793 est singulièrement proche de l’État totalitaire ; ce n'est pas du tout l'État capitaliste et libéral (…). Disons en raccourci que la Révolution française a tendu vers un national-démocratisme, et que nous tendons maintenant à un national-socialisme. Mais le premier mouvement était aussi révolutionnaire que le second, il avait le même sens, il allait dans la même direction. Il est absolument faux de vouloir les opposer l'un à l'autre ». La tonalité spécifique du déatisme, faite de surenchère collaborationniste et de défense d'une ligne de gauche républicaine, se traduit par des protestations contre la révocation des maires de gauche, contre les campagnes visant les francs-maçons et les instituteurs et dans le même temps la célébration d'un Hitler imaginaire, qu'il décrit comme désireux d'effacer les frontières au profit d'échanges économiques, édifiant une Europe pacifiée, unie et socialiste. Le RNP est favorable à un régime fasciste et totalitaire dans une Europe unifiée et socialiste. Il ne renie cependant pas tout son héritage républicain, laïc et pacifiste, ce qui le différencie radicalement de son grand rival, le PPF de Doriot. Ainsi, le RNP défend le principe du suffrage universel, l’école publique, une ligne anti-cléricale, la forme républicaine de l'État ou encore le maintien des bustes de Marianne dans les mairies. Ces idées entraînent une opposition constante entre le RNP et les éléments réactionnaires du début du régime de Vichy.
Marcel Déat verse dans un antisémitisme beaucoup moins violent que le Parti populaire français, ses adversaires collaborationnistes d'extrême droite lui reprochant même son abstention de tout antisémitisme militant. Il écrit dans ses mémoires qu'il a, avec ses amis, aidé des Israélites persécutés, qu'il a personnellement intercédé auprès d'Otto Abetz en faveur de certains Juifs, qu'il n'avait pas été informé par les Allemands de la Solution finale et que lui et le Rassemblement national populaire n'étaient pas antisémites et même favorables à la création d'un État juif. Il fait même acclamer par le congrès du Rassemblement national populaire les noms de Brunschvicg et Bergson. Mais il fait une distinction entre « les juifs peu désirables qui avaient reflués ces dernières années vers l'Occident » et « les vieux Juifs français, depuis longtemps assimilés ».  Il indique avoir été nourri de la pensée philosophique de grands penseurs juifs tels qu'Émile Durkheim, Lucien Lévy-Bruhl, Léon Brunschvicg et Marcel Mauss et que ce n'est pas à lui « qu'on pouvait raconter des histoires sur la malfaisance de l'intelligence juive », mais pense que des Juifs ont poussé à la guerre contre l'Allemagne « par solidarité de race ».
Le Rassemblement national populaire souffre cependant de la concurrence des autres partis de la zone Nord, et notamment du PPF de Doriot. Au fil des mois, Déat s'engage dans une fuite en avant, motivée par l'attraction du pouvoir et s'interdit de renier ses engagements de l'été 1940.
Le 27 août 1941, il est blessé dans l'attentat de Paul Collette contre Laval à Versailles, lors de l'inauguration de l'installation des premières unités de la LVF. Une balle ayant traversé son estomac et ses intestins, il est opéré d'urgence et reste en convalescence cinq semaines à l'hôpital.
Le 16 mars 1942, lors d'une conférence au théâtre de Tours, une bombe artisanale contenant un kilo et demi de cheddite est lancée des troisièmes galeries sur la petite table derrière laquelle parle Marcel Déat. Il a alors la présence d'esprit de la saisir et de la jeter violemment au sol ce qui a pour effet d'éteindre la mèche. Les auteurs de l'attentat, Georges Bernard et Maxime Bourdon, responsables du Front national, ainsi que Louis André et Maurice Beaufils, sont retrouvés et fusillés en compagnie de quatre autres jeunes communistes, selon un témoin de l'attentat.
Marcel Déat échappe à un nouvel attentat le 11 mars 1943, alors qu'il séjourne avec sa femme dans sa petite maison d'Arbourse (Nièvre),. Bien que seize balles de fusil-mitrailleur furent tirées en sa direction, pas une seule ne l'atteignit.
Sous la pression des Allemands, Déat entre le 16 mars 1944 dans le gouvernement de Pierre Laval comme ministre du Travail et de la Solidarité nationale et appuie une politique de collaboration totale avec l'Allemagne. Pendant son ministère, le nombre d'envoi de travailleurs français en Allemagne diminue considérablement et il parvient à confier à Ludovic Zoretti le projet de création d'une université ouvrière.
En septembre 1944, accompagné d'autres collaborateurs français tels que Fernand de Brinon et Jacques Doriot, il est reçu en audience par Adolf Hitler à la Wolfsschanze.

### L'exil (1944-1955)
Lors de la libération de la France à l'été 1944, il fuit vers l'Allemagne le 17 août, rejoignant Sigmaringen où il conserve son titre de ministre du Travail au sein de la Commission gouvernementale, le gouvernement vichyste en exil. Le 3 mai 1945, avec sa femme Hélène, il passe en Italie : le couple se réfugie pendant trois semaines dans un chalet près de Naturno, mais la menace d'une arrestation imminente l'oblige à s'enfuir à travers la montagne jusqu'à Merano. Aidés par des prêtres, Marcel et Hélène Déat partent pour Bolzano puis Milan.
Après un séjour à Gênes, le couple s'installe en 1947 à Turin, dans l'Institut Jeanne-d'Arc, un pensionnat pour filles géré par des religieuses. Déat prend le nom de jeune fille de sa femme (Delaveau). Il avait été condamné à mort par contumace en juin 1945, mais ne sera jamais arrêté.

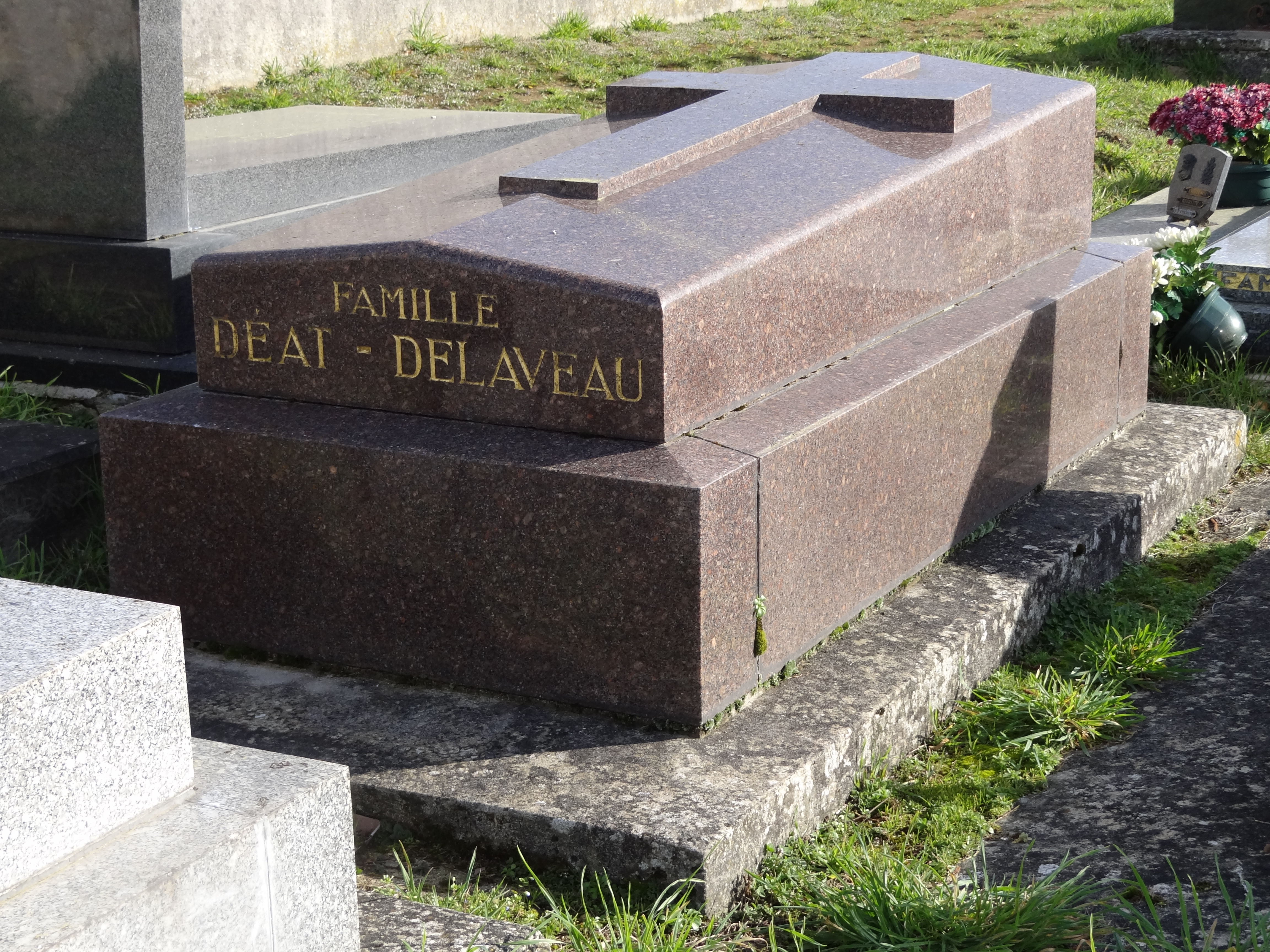
La tombe de Marcel Déat au cimetière de Rozet-Saint-Albin (Aisne).

Il finit ses jours à l'hôpital San Vito de Turin, converti au catholicisme. D'après un article du Monde daté du 1er avril 1955, il est enterré au cimetière de Turin, sa tombe portant le numéro 5 du bloc 23 dans la section C. Ses restes ont été transférés le 3 octobre 1968 au cimetière de Rozet-Saint-Albin (Aisne), dans la concession de ses beaux-parents.

## Publications
- Max Bonnafous, Marcel Déat, Adrien Marquet et Barthélemy Montagnon, Néo-socialisme ? Ordre, autorité, nation, Paris, Grasset, 140 pages, 1933. Discours prononcés au Congrès socialiste de juillet 1933.
- Le Plan français : doctrine et plan d'action (préface), Comité du Plan, Paris, Fasquelle, 199 pages, 1936.
- De la fausse collaboration à la vraie révolution, décembre 1941-janvier 1942, Paris, Rassemblement national populaire, 47 pages, 1942. Recueil d'articles extraits de L'Œuvre (30 décembre 1941 - 13 janvier 1942) et d'un exposé prononcé à Radio-Paris (5 janvier 1942).
- Le Parti unique, Paris, Aux Armes de France, 183 pages, 1943. Articles parus dans L'Œuvre (18 juillet-4 septembre 1942).
- « Il faut les chasser », article dans Dominique Sordet (éd.), Le Coup du 13 décembre, Paris, impr. de Guillemot et de Lamothe, 47 pages, 1943.
- Mémoires politiques, Paris, Denoël, 990 pages, 1989. Introduction et notes de Laurent Theis, épilogue par Hélène Déat, présentation en ligne.
- Discours, articles et témoignages, Coulommiers, Éd. Déterna, « Documents pour l'histoire », 149 pages, 1999.